# Caristianus indica
Caristianus indica är en insektsart som beskrevs av William Lucas Distant 1916. Caristianus indica ingår i släktet Caristianus och familjen vedstritar.
Artens utbredningsområde är Sri Lanka. Inga underarter finns listade i Catalogue of Life.